# Бабка чотириплямиста
Бабка чотириплямиста (Libellula quadrimaculata) — вид бабок родини справжніх бабок (Libellulidae).

## Поширення
Вид поширений в Європі, Північній Азії та Північній Америці. Присутній у фауні України.

## Опис
Бабки середньої величини: довжина черевця — 27-32 мм, розмах крил — 32-39 мм. Має темні плями в районі вузлика кожного з чотирьох крил. Трикутник задніх крил затемнений. У морфи praenubila має збільшені плями крил. Вважається, що ця морфа пов'язано з температурою води під час розвитку личинок, і трапляється частіше в Європі, ніж в Америці.

## Спосіб життя
Бабки літають від початку травня до серпня. Імаго трапляються поодинці або маленькими групами (3—5 особини). Дорослі особини часто сидять на водних рослинах і виглядають здобич. Спаровування відбувається в польоті. Самиці відкладають яйця на водну рослинність. Личинки живуть на дні дрібних стоячих або слабо проточних водойм з глинистим або мулистим дном. Тривалість розвитку личинок — 2 роки.